# Christian d’Oriola

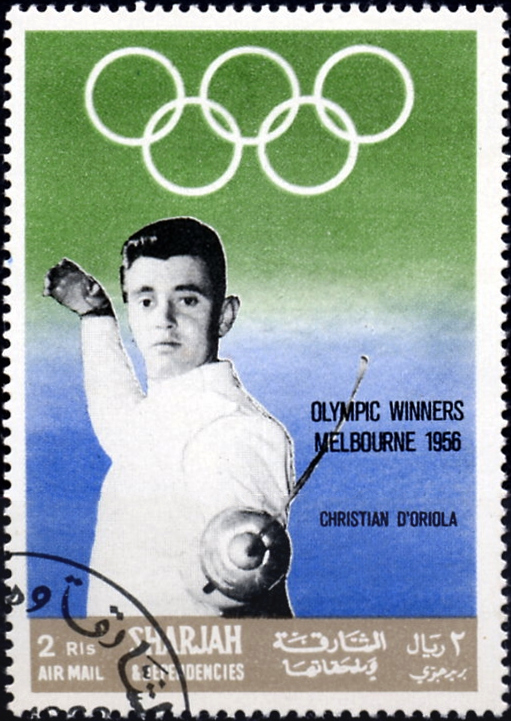
Christian d’Oriola
(Briefmarke aus Schardscha von 1968)

Christian d’Oriola (* 3. Oktober 1928 in Perpignan; † 29. Oktober 2007 in Nîmes) war ein französischer Florettfechter.

## Werdegang
Christian d’Oriola wurde zwischen 1947 und 1954 viermal Einzel-Weltmeister und dreimal mit der Mannschaft, er gewann bei den Olympischen Sommerspielen 1952 in Helsinki und 1956 in Melbourne die Goldmedaille im Einzel-Florettfechten; bereits 1948 in London war er Olympiasieger mit der Mannschaft geworden, was ihm auch 1952 gelungen war.
1947 wurde er von der Sportzeitung L’Équipe zu Frankreichs Sportler des Jahres („Champion des champions“) gewählt.
1958 wurde er ein letztes Mal Mannschaftsweltmeister. Als Fahnenträger seiner Mannschaft bei der Eröffnungsfeier nahm er 1960 erneut an den Olympischen Spielen teil, schied aber früh aus.
Christian d’Oriola war ein Cousin von Pierre Jonquères d’Oriola, der 1952 und 1964 Olympiasieger im Springreiten wurde.